# Bandar Baru (Bendahara)
Bandar Baru is een bestuurslaag in het regentschap Aceh Tamiang van de provincie Atjeh, Indonesië. Bandar Baru telt 1056 inwoners (volkstelling 2010).